# 伊拉克馬木路克王朝

伊拉克马穆鲁克政权的大致疆域

伊拉克馬木路克王朝（1704—1831，阿拉伯语：‎ ）于18至19世纪統治伊拉克地區，名義上歸順於鄂圖曼帝國的統治，處於半獨立狀態。在奥斯曼帝国境内的“马穆鲁克”主要为获得了解放的奴隶，他们皈依伊斯兰教，就读于专门的学校，毕业后进入军事或政治领域。
伊拉克的馬木路克统治精英大多为格鲁吉亚军官，依奥斯曼领主的旨意于伊拉克实行自治，并为伊拉克地区带来了一定程度的经济繁荣。1831年，奥斯曼帝国决定推翻马穆鲁克政权，并逐渐在该地建立直接统治，但巴格達的大多数行政人員都出身自旧有的馬木路克政权，马穆鲁克政权仍具影响力。
马穆鲁克王朝的势力范围涵盖了奥斯曼帝国的巴格达、巴士拉和沙阿里佐尔省。摩苏尔省处于贾利利王朝的统治之下。这一时期的伊拉克马穆鲁克统治者包括（括号内为统治年份）：
- 哈桑帕夏（1704–1723）
- 艾哈迈德帕夏（1723–1747）
- 苏莱曼·阿布莱拉帕夏 (1749–1762）
- 奥马尔帕夏（1762–1776）
- 阿卜杜拉帕夏（1776-1777）
- 苏莱曼帕夏（1780–1802）
- 阿里帕夏（1802–1807）
- 小苏莱曼帕夏（1807–1810）
- 赛义德帕夏（1813–1816）
- 达乌德帕夏（1816–1831）

伊拉克马穆鲁克王朝也因首位帕夏哈桑之名，而被称为哈桑帕夏王朝。